# Charline Mignot
Charline Mignot (Ginebra, 20 d'abril de 1995), coneguda com a Vendredi sur mer, és una cantant i fotògrafa suïssa.
Creix a Suïssa romanda i estudia art a Lió. Comença la seva carrera com a fotògrafa treballant sobretot amb Hermès. Més tard decideix fer-se cantant. Lewis OfMan li compon la música. Al novembre 2017 publicà el seu primer EP Marée basse (que es pot traduir com a Baixamar). L'any 2018, és al Paléo festival de Nyon. L'any 2019, surt el seu àlbum Primers émois i és, el 30 de maig, a l'Imaginarium festivale de Compiègne.

## Discografia
- Marée Basse (2017)
- Premiers émois (2019)